# 성남시장
성남시장은 경기도 성남시의 행정사무를 총괄하는 기초지방자치단체장이다.

## 관선(1973. 7.~1995. 6.)
| 대수 | 이름   | 임기                        | 비고                 |
| ---- | ------ | --------------------------- | -------------------- |
| 1대  | 이재덕 | 1973. 7. 1.~1974. 11. 12.   | 전 성남출장소 소장   |
| 2대  | 이남두 | 1974. 11. 13.~1976. 7. 25.  |                      |
| 3대  | 홍석표 | 1976. 7. 26.~1977. 7. 19.   |                      |
| 4대  | 박봉휘 | 1977. 7. 20.~1980. 3. 12.   |                      |
| 5대  | 이봉학 | 1980. 3. 13.~1980. 11. 29.  |                      |
| 6대  | 전영호 | 1980. 11. 30.~1982. 7. 9.   |                      |
| 7대  | 박제혁 | 1982. 7. 10.~1983. 4. 13.   |                      |
| 8대  | 임경호 | 1983. 4. 14.~1985. 7. 7.    |                      |
| 9대  | 김각현 | 1985. 7. 8.~1986. 12. 23.   |                      |
| 10대 | 이해재 | 1986. 12. 24.~1988. 12. 31. |                      |
| 11대 | 김병량 | 1989. 1. 1.~1989. 12. 26.   |                      |
| 12대 | 오성수 | 1989. 12. 27.~1993. 1. 10.  |                      |
| 13대 | 전영국 | 1993. 1. 11.~1993. 5. 3.    |                      |
| 14대 | 임석봉 | 1993. 5. 3.~1995. 6. 30.    | 관선 마지막 성남시장 |

## 민선(1995. 7.~)
| 대수     | 이름   | 임기                      | 정당           | 비고                               |
| -------- | ------ | ------------------------- | -------------- | ---------------------------------- |
| 15대     | 오성수 | 1995. 7. 1.~1998. 6. 30.  | 무소속         |                                    |
| 16대     | 김병량 | 1998. 7. 1.~2002. 6. 30.  | 새정치국민회의 |                                    |
| 17·18대  | 이대엽 | 2002. 7. 1.~2010. 6. 30.  | 한나라당       |                                    |
| 19·20대  | 이재명 | 2010. 7. 1.~2018. 3. 14.  | 민주당         | 2018년 경기도지사 선거 출마로 사퇴 |
| 권한대행 | 이재철 | 2018. 3. 15.~2018. 6. 30. |                | 부시장                             |
| 21대     | 은수미 | 2018. 7. 1.~2022. 6. 30.  | 더불어민주당   |                                    |
| 22대     | 신상진 | 2022. 7. 1.~              | 국민의힘       |                                    |

## 역대 시장 범죄
- 무소속 오성수는 관선 시장 시절 지하철 상가 개발업자로부터 "공사 추진 편의를 봐달라"는 부탁과 함께 1억6,000만 원을 받은 혐의(특가법상 뇌물수수)로 구속돼 징역 5년을 선고 받았다.

- 새정치국민회의 소속 김병량은 2000년 8월 분당 파크뷰 주상복합아파트 시행사에 압력을 넣어 측근 건축사사무소에 설계용역을 맡기도록 해 3억 원의 이득을 보게 한 혐의(제3자 뇌물수수)로 구속돼 징역 1년에 집행유예 2년을 선고 받았다.

- 한나라당 소속 이대엽은 2008년 판교지구 토지 수의계약과 관련해 건설업자에게 1억원을 받는 등 총 3억 원을 받은 혐의(특정범죄가중처벌법상 뇌물수수)로 구속돼 징역 7년을 선고 받았다.

- 더불어민주당 이재명은 대장동ㆍ위례 신도시 개발 특혜, 백현동ㆍ정자동 측근이 알선한 토지용도변경특혜, 성남 fc 후원금 받고 민원 처리한 사건으로 기소되어 재판을 지연하다 대통령 선거에서 당선되었다.

- 더불어민주당 은수미는 자신의 정치자금법 위반 혐의를 수사하던 경찰에게 수사 기밀을 넘겨받고, 그 대가로 인사청탁과 이권 개입 요구를 들어준 혐의(뇌물공여 및 수수 등)로 2022년 10월 징역 2년을 선고받고 법정구속됐다.